# آی‌پاد
آی‌پاد (به انگلیسی: iPod) نام سری دستگاه‌های پخش صوتی دیجیتال شرکت اپل است که برای نخستین بار در ۲۳ اکتبر سال ۲۰۰۱ به بازار عرضه شده‌است. آی‌پاد محبوب‌ترین دستگاه پخش موسیقی دیجیتال همراه است به‌طوری‌که در فوریه سال ۲۰۰۷ بیش از ۷۳ درصد سهم بازار را به خود اختصاص داده بود.
این دستگاه ابتدا با برخورد سرد ناظران روبه رو شد اما به سرعت بدل به یکی از مهم‌ترین محصولات شرکت اپل گشت، افتتاح فروشگاه موسیقی، عرضه نرم‌افزار آی تیونز و سازگاری با سیستم‌عامل مایکروسافت ویندوز عواملی بودند که موجب محبوبیت اصلی دستگاه‌های آی پاد شدند.

## آی‌پاد مینی
این نوع آیپاد دیگر تولید نمی‌شود.
نسخه اول در ششم ژانویه ۲۰۰۳ و با قیمت ۲۴۹ دلار عرضه شد که نسبت ای پادها گران‌تر هست و در ۲۳ فوریه ۲۰۰۵ نسخه دوم با عمر باتری و حافظه بیشتر به بازار آمد.
نسخه اول در ۵ رنگ نقره‌ای، طلایی، صورتی، آبی و سبز عرضه شد و در نسخه دوم رنگ طلایی به علت عدم استقبال حذف شد.
این آی پاد از حافظه میکرودرایو استفاده می‌کند، عمر باتری در نسخه اول ۸ ساعت و در نسخه دوم ۱۸ ساعت است، دارای صفحه نمایش ۱٫۷ اینچی است و ۱۰۲ گرم وزن دارد.
آی‌پاد مینی از طریق درگاه‌های فایروایر (FireWire) و یواس‌بی ۲ (USB 2) به کامپیوتر متصل می‌شد.

## آی‌پاد شافل
این آی پاد از حافظه فلش دو گیگابایت استفاده می‌کند، عمر باتری ۱۵ ساعت است، این مدل فاقد صفحه نمایش البته نمایشگر میزان باتری در پشت دستگاه تعبیه شده و ۱۲٫۵ گرم وزن دارد.
آی‌پاد شافل از طریق USB 2 به کامپیوتر متصل می‌شود.

## آی‌پاد نانو

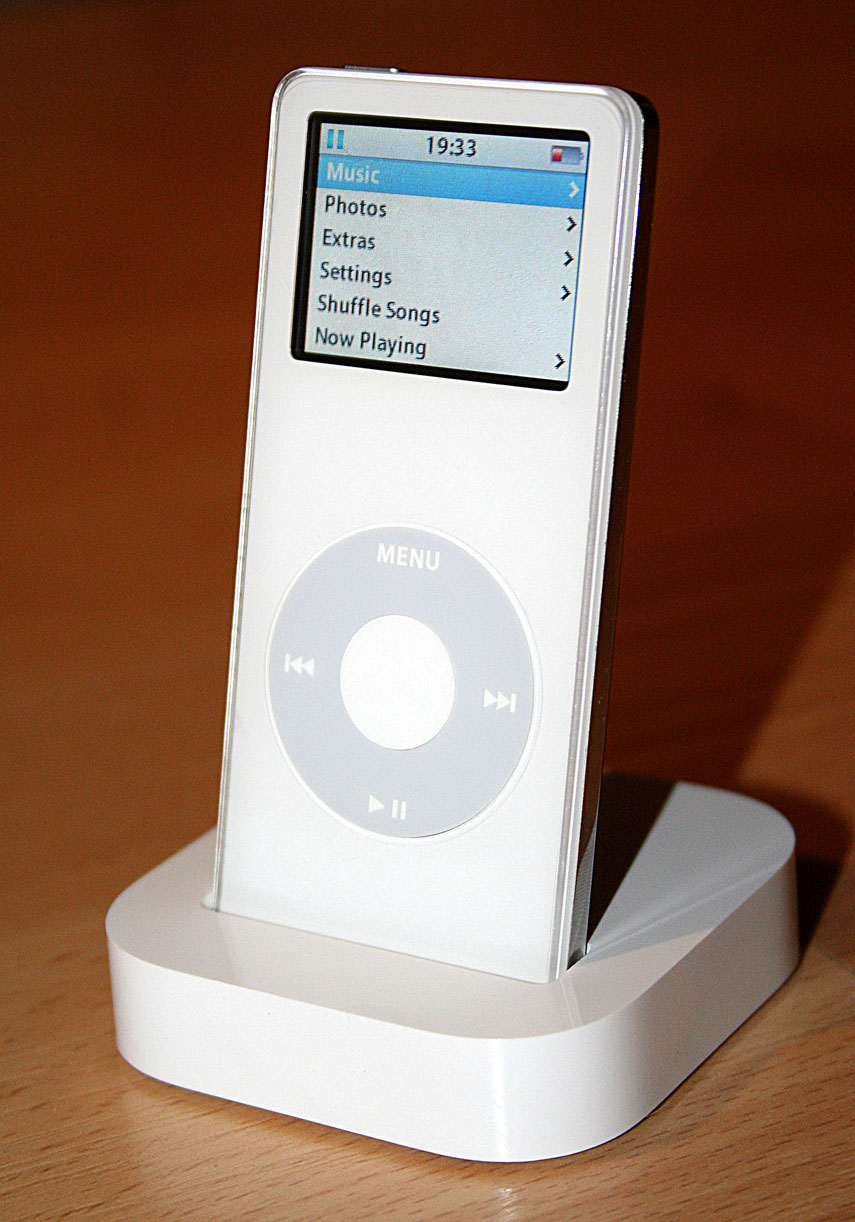
آی پاد نانو در پایه خود

آی‌پاد نانو در سپتامبر ۲۰۰۵ به عنوان جایگزینی برای آی‌پاد مینی معرفی شد. نانو بجز پخش موسیقی، قابلیت نمایش تصاویر را نیز دارد. در سپتامبر۲۰۰۶ نسخه جدید این دستگاه با شفافیت بیشتر صفحه نمایش عرضه شد.
این آی پاد از حافظه فلش با ظرفیت‌های ۸ و ۱۶ گیگابایت بهره می‌گیرد. عمر باتری در نسخه نسل ۶ یک شبانه روز است. این مدل دارای صفحه نمایش ۱٫۵ اینچی TFT رنگی است و ۲۱٫۱ گرم وزن دارد. نسل ششم نانو دارای صفحه مولتی تاچ است.
آی‌پاد نانو از طریق USB 2 به کامپیوتر متصل می‌شود.

## آی‌پاد تاچ
این آی‌پاد شباهت زیادی به آی‌فون اپل دارد و در سه مدل ۱۶ و ۳۲ و ۶۴ گیگابایتی عرضه می‌شود.
این ایپاد تاچ جدید دارای پردازنده A5 اپل به قدرت ۸۰۰ مگا هرتز می‌باشد و ۵۱۲ مگابایت رم دارد.
در حال حاضر این ایپاد با فیرمور ۷ به بازار عرضه می‌گردد.
از دیگر قابلیت‌های این آیپاد WiFi, Bluetooth، قابلیت فیلمبرداری HD، مکان‌یاب، مکالمه تصویری و صفحه شبکه‌ای مولتی تاچ است.
ضخامت آن ۷٫۲ میلی‌متر است؛ و دارای دوربین هست که با آن می‌توانید عکس و فیلم با کیفیت HD بگیرید و و دوربین جلو که با ان به تماس ویدئویی می‌پردازید.
این نوع آی پاد که به عنوان نسل پنجم آی پاد شناخته شده در مدل‌های ۱۶ و ۳۲ و ۶۴ گیگ با قیمت‌های ۲۹۹$ و۳۹۹$ { دلار} عرضه می‌گردد.
البته در سال ۲۰۱۵ آیپاد تاچ۶ نیز روانه بازار گردیدکه حافظه آن نیز مانند نسل قبلی خود ۱۶و۳۲و۶۴به اضافه نسخه جدید ۱۲۸ گیگابایتی می‌باشد.
رنگ‌های آیپاد نسبت به نسل قبلی خود تفاوتی پیداکرده و در رنگ‌های مشکی، طلایی، نقره‌ای، آبی وقرمز به بازار عرضه شده که رنگ قرمز را تنها می‌توانید از سایت رسمی اپل
خریداری کنید؛ که اپل این کار را برای انسان‌هایی که از بیماری ایدز رنج می‌برند انجام داده و هیچ نیتی دیگری در پشت این کار نیست.
چیپست آن نیز به A8ارتقا یافته‌است ودوربینی با کیفیت ۵و۱٫۲درجلو و عقب آن تعبیه شده؛ بند دستی آن نیز حذف شده و شما در واقع شاهد آیفون ۶درابعاد
کوچکتر و باریکتر هستید بدون قابلیت سیم کارت، حسگر اثر انگشت وکلید سایلنت که البته در آیپاد به این کلید نیازی نیست.

## آی پاد کلاسیک
خصوصیت این آیپاد حافظه ۱۶۰ گیگابایتی (به اندازه چهل هزار آهنگ) آن است. عمر باتری آن برای پخش موسیقی ۳۶ ساعت و ضخامت آن ۱۰٫۵ mm است.